# 三星Galaxy Gear
Samsung Galaxy Gear是一款智慧型手錶，由三星電子在2013年9月4日在柏林舉行的發表會上公開。這款手錶只能與Galaxy Note 3和Galaxy Note 10.1 2014 Edition搭配使用，Galaxy S4、Galaxy S III和Galaxy Note II在升級到Android 4.3後也可搭配使用。三星的發言人表示這款手錶在未來將支援更多的裝置。
Samsung Galaxy Gear於2013年9月25日在超過140個國家上市，並隨後於10月上旬在美國推出。

## 硬體

### 規格資訊
- 1.63吋 320×320 277 PPI顯示器（1.67吋Super AMOLED ≙ 191 dpi；3公分×3公分）[3]
- 雙核1.2 GHz Samsung Exynos 4210處理器
- ARM Mali-400 MP4圖形處理器（210 MHz/500 MHz）[3]
- 512 MB記憶體[3]
- 4 GB內建儲存空間
- 190萬像素相機鏡頭，位於腕帶上[3][4]
- Bluetooth 4.0 [5]
- 3軸加速規[6]
- 315 mAh電池（宣稱可維持25小時）
- 加速規、陀螺儀和手勢操控

## 批評
Galaxy Gear推出後受到不少批評，其中美聯社記者試用後發現Galaxy Gear的語音指令服務反應緩慢，同時伴隨許多轉譯錯誤，操作困難：「目前為止，Gear像是一款300美元的雛形機，感覺上，三星似乎急急忙忙推出這個產品，趕搭假日購物潮那樣。」又指產品有電池續航不足、功能太少、價格太高、相容性有限等多項缺點。亦有評論認為Gear手錶「為搶風頭，研發僅用三個月，錶盤周圍的螺絲更是在發佈會前幾天才最終定型，如此一款速成產品自然問題百出。」而紐約時報科技專欄作家大衛-波格則表示：“沒有人會選購這款手錶，而且也不應該選購這款手錶。” 他又認為從軟體設計、用戶指南，到英文翻譯和設計一致性，Galaxy Gear都是“糟糕的人機介面”。VentureBeat的評論將其形容為「比起真正要滿足顧客的需求，這個產品更大程度上好像是為了應對蘋果公司的威脅而製造出來的」（It feels like a device built reflexively out of the threat of Apple's eventual smartwatch, rather than to fulfill an actual consumer need）。新華社亦引述三星一位高層指三星也承認Galaxy Gear缺乏關鍵性的創新。美國諾基亞更曾在其Twitter上嘲弄三星的智慧型手錶Galaxy Gear太「2013年」，並建議三星在2014年帶來有插頭和可以放光碟「智慧型鞋子」，引使美國三星以粗口「go fuck yourself」回罵，並被批評「沒品」。
Galaxy Gear的退貨率高達30%。

## 資料來源
1. ↑  Jungah Lee. . Bloomberg. Bloomberg L.P. 2013-08-16  [2013-08-16]. （原始内容存档于2013-08-17）.
2. ↑  Rowinski, Dan. . readwrite.com. 2013-09-05  [2013-09-10]. （原始内容存档于2013-09-08）.
3. 1 2 3 4  . ChipOnline. 2013-08-16  [2013-08-19]. （原始内容存档于2013-08-19）.
4. ↑  Samsung's Galaxy Gear is a smartwatch like no other （页面存档备份，存于）. The Verge (2013-08-01). Retrieved on 2013-09-05.
5. ↑  Samsung announces the Galaxy Gear smartwatch （页面存档备份，存于）. The Verge (2013-08-01). Retrieved on 2013-09-05.
6. ↑  Abhijeet M. . SamMobile. 2013-08-20  [2013-08-24]. （原始内容存档于2013-08-24）.
7. ↑  .   [2013-10-06]. （原始内容存档于2013-10-07）.
8. ↑  .   [2013-10-06]. （原始内容存档于2013-10-05）.
9. ↑  .   [2016-05-18]. （原始内容存档于2016-11-29）.
10. ↑  .   [2013-10-06]. （原始内容存档于2013-10-06）.
11. ↑  .   [2016-05-18]. （原始内容存档于2016-11-30）.
12. ↑  . 2013-12-08  [2013-12-12]. （原始内容存档于2013-12-11）.
13. ↑  . 2013-10-25  [2013-10-26]. （原始内容存档于2013-10-27）.

## 外部連結
- Samsung Galaxy Gear台灣官方網站